# جيب هواء

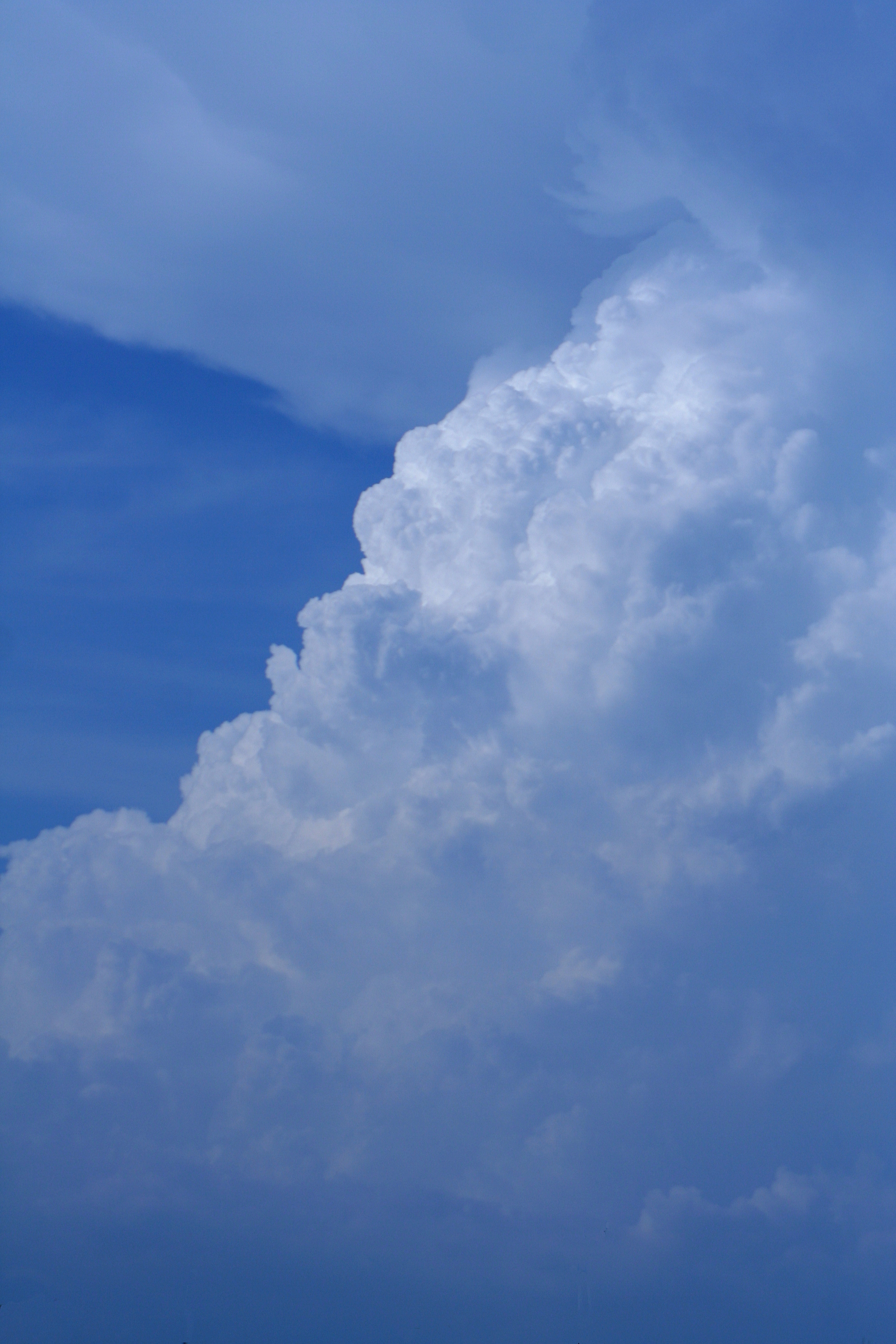

جيب هواء Air pocket الجيب الهوائي عبارة عن منطقة متخلخلة الهواء، متصفة بركود هوائها قياساً بالوسط المحيط بها، وتشاهد مناطق الجيوب الهوائية ذات الهواء الراكد خلف قمم الجبال، إذ أن الهواء المتحرك بسرعة عالية على السفح الجبلي المواجه لحركة الهواء يستمر في حركته بالاتجاه نفسه مسافة محددة- تتوقف على سرعته- بعد عبوره قمة الجبل حتى يميل إلى الهبوط على السفح المعاكس، تاركاً بين قمة الجبل ومستوى تماسكه مع السفح المعاكس منطقة راكدة الهواء نسبياً تعرف بالجيب الهوائي يأخذ فيها الهواء حركة دوامية.

## المصدر
- المعجم الجغرافي المناخي